# Amazopimpla errabunda
Amazopimpla errabunda är en stekelart som beskrevs av Saaksjarvi, Gauld och Jussila 2003. Amazopimpla errabunda ingår i släktet Amazopimpla och familjen brokparasitsteklar. Inga underarter finns listade i Catalogue of Life.